# Mastixia tetrapetala
Mastixia tetrapetala är en kornellväxtart som beskrevs av Elmer Drew Merrill. Mastixia tetrapetala ingår i släktet Mastixia och familjen kornellväxter. Inga underarter finns listade i Catalogue of Life.